# Далтон, Карен (баскетболистка)
Карен Далтон (англ. Karen Dalton; родилась 2 января 1961 года в Сиднее, штат Новый Южный Уэльс, Австралия) — австралийская профессиональная баскетболистка, выступала в женской национальной баскетбольной лиге (ЖНБЛ). Двукратная чемпионка ЖНБЛ (1993, 1997). Играла в амплуа лёгкого форварда. Член Австралийского баскетбольного зала славы с 2007 года. После окончания игровой карьеры возглавила тренерский штаб родного клуба «Сидней Юни Флэймз», которым руководила на протяжении четырнадцати сезонов, приведя его к чемпионству в 2001 году.
В составе национальной сборной Австралии принимала участие в Олимпийских играх 1984 года в Лос-Анджелесе и Олимпийских играх 1988 года в Сеуле, плюс на мундиале 1983 года в Бразилии, чемпионате мира 1986 года в СССР, мундиале 1990 года в Малайзии и домашнем чемпионате мира 1994 года.

## Ранние годы
Карен Далтон родилась 2 января 1961 года в городе Сидней (штат Новый Южный Уэльс), у неё есть два брата, Брэд и Марк, которые выступали в национальной баскетбольной лиге (НБЛ).